# Warren Sapp
Warren Carlos Sapp (* 19. Dezember 1972 in Plymouth, Florida) ist ein ehemaliger US-amerikanischer American-Football-Spieler der Tampa Bay Buccaneers und der Oakland Raiders in der National Football League (NFL). Der 1,88 Meter große Sapp spielte die Position des Defensive Tackles. 2013 wurde er in die Pro Football Hall of Fame aufgenommen.

## Karriere
Nach einer vielversprechenden Karriere im College Football an der University of Miami beeindruckte Sapp beim NFL Combine, da er als fast 150 Kilogramm schwerer Defensive Tackle einen 40-Yard-Sprint in 4,69 Sekunden hinlegte. Sapp wurde im NFL Draft 1995 von den Tampa Bay Buccaneers an 12. Stelle ausgewählt und schaffte es auf Anhieb in die Startformation des Teams von Coach Sam Wyche. 1997 etablierte sich Sapp mit 47 Tackles, 10,5 Sacks und drei Fumbles als einer der besten Defensive Tackles und wurde zum ersten von sieben Malen in den Pro Bowl gewählt. Mit den Pro-Bowl-Linebackern Hardy Nickerson und Derrick Brooks sorgte Sapp dafür, dass die Bucs ständig eines der besten Defensivteams waren, auch wenn ihre Offensive um Quarterback Trent Dilfer mäßig blieb. 1999 schaffte Sapp 12,5 Sacks und wurde zum NFL Defensive Player of the Year gewählt, Tampa Bay scheiterte aber in den Conference Finals an den St. Louis Rams. In den nächsten beiden Jahren war Sapp jeweils Pro-Bowler, zweimal scheiterten die Bucs in den Play-offs an den Philadelphia Eagles. Im Jahre 2002 aber schafften es Sapp und die Bucs unter dem neuen Trainer Jon Gruden und Quarterback Brad Johnson in den Super Bowl XXXVII, den sie 48-21 gegen die Oakland Raiders gewannen. Nach einem enttäuschenden Jahr 2003, in dem Tampa Bay die Play-offs verpasste, wechselte der 32-jährige Sapp nach Oakland, wo er noch vier Jahre spielte und dann 2007 seine aktive Karriere beendete.
Der siebenfache Pro-Bowler Sapp und NFL Defensive Player of the Year (1999) galt als einer der besten Defensive Tackles der NFL. Sein Spitzname war Quarterback Killa (dt.: „Quarterback-Mörder“), den er aufgrund von 100 Sacks (96,5 in der Regular Season plus 3,5 in den Play-offs – zweitmeiste Sacks für einen Defensive Tackle in der Geschichte der NFL) verliehen bekam. Gefürchtet war seine „Kombination aus Schnelligkeit, Explosivität und Kraft“, mit der er „viele gegnerische Laufspielzüge zerstörte“. Auch wenn Sapp diverse Male wegen Unsportlichkeit negativ auffiel, ist er sowohl Mitglied des NFL 1990s All-Decade Team als auch des NFL 2000s All-Decade Team.
Nach seiner Football-Karriere arbeitete Sapp als TV-Moderator bei Showtime und NFL Network. Er war 2008 Teilnehmer bei Dancing with the Stars. Im Jahr 2013 wurde er in die Pro Football Hall of Fame aufgenommen.

## Privatleben
Sapp heiratete 1998 seine Ehefrau Jamiko, mit der er zwei Kinder hat, die Ehe wurde später geschieden. Aus anderen Beziehungen hat Sapp vier weitere Kinder. 2012 musste er Privatinsolvenz anmelden.